# Lifeforce Records
Lifeforce Records ist ein deutsches Musiklabel mit Sitz in Leipzig, das 1995 von Rüdiger Mahn gegründet wurde. Im Jahre 2000 übernahm es Stefan Lüdicke. Das Label hat hauptsächlich Metal-, Metalcore- und Hardcore-Punk-Bands unter Vertrag und gehört mit zu den bekanntesten Independent-Labels in diesen Szenen. Der Hauptsitz befindet sich in Leipzig.

## Erfolge
Zwischen 1995 und 2005 nahm das Label damalige Newcomer-Bands wie Trivium, Caliban, Cataract oder All That Remains unter Vertrag. Mit diesen wurden erste Alben aufgenommen und auf den Markt gebracht. Zudem stießen über die Jahre weitere damals unbekannte Bands wie Heaven Shall Burn, War from a Harlots Mouth oder Deadlock dazu.
Zu den größten Erfolgen in der Geschichte von Lifeforce Records zählen u. a. die Debütalben von Trivium und Between the Buried and Me.

## Bands (Auswahl)
- Abnormal Thought Patterns
- A Secret Revealed
- Confession
- Deadlock
- Décembre Noir
- Devilish Impressions
- Doyle Airence
- Eden Circus
- Fall of Serenity
- Fake Idols
- Grandexit
- Last Leaf Down
- Miseration
- Omnium Gatherum
- Pigeon Toe
- Seneca
- Shear
- Sons of Aeon
- The Faceless
- The Last Felony
- This or the Apocalypse
- War from a Harlots Mouth

### Ehemalige Bands
- All That Remains
- At the Soundawn
- Between the Buried and Me
- The Blackout Argument
- Burning Skies
- By Night
- Caliban
- Cataract
- Cipher System
- Constraint
- By Night
- Deadsoil
- Destinity
- Dioramic
- For the Imperium
- Fear My Thoughts
- Hackneyed
- Hand to Hand
- Heaven Shall Burn
- Left to Vanish
- Light Pupil Dilate
- NahemaH
- Nervecell
- Night in Gales
- Nightrage
- One Without
- Raintime
- Raunchy
- The Destiny Program
- The Psyke Project
- Trivium
- Veil